# Aquilo (banda)
Aquilo es un dúo musical alternativo originario de Silverdale, Lancashire, Inglaterra, compuesto por Tom Higham y Ben Fletcher. Empezaron a lograr reconocimiento en 2013 por sus sencillos "Calling Me" y "You There", además de sus cinco EP.
El álbum debut del dúo, Silhouettes, se lanzó el 27 de enero de 2017.

## Historia

### Inicios
Higham y Fletcher crecieron como vecinos en el Distrito de los Lagos. Ambos formaban parte de bandas de rock rivales en su ciudad natal. Higham estudió producción musical en la universidad. Ambos trabajaron en sus proyectos musicales de forma individual antes de colaborar como Aquilo.

### 2013–presente:Aquilo,Human, yCalling Me
Aquilo comenzó a recibir atención en 2013 por sus canciones debut "You There" y "Calling Me". "You There" fue incluida en la lista de éxitos de BBC Radio 1 el 12 de junio de 2014 y como una de las opciones del "Best Of BBC Introducing Stage". La canción fue además utilizada en el tráiler de la película dramática independiente de 2014 Camp X-Ray. Además, interpretaron "Calling Me" y "You There" en el escenario del BBC Introducing de 2014, en el Glastonbury Festival 2014 el 28 de junio de 2014. También tocaron en el festival Kendal Calling de 2014. Su primer EP, Aquilo, fue lanzado el 3 de marzo de 2014.
El 8 de diciembre de 2014, lanzaron su segundo EP, Human.
El 5 de marzo de 2015, sus colaboración con el popular DJ Vanic, "Losing You", fue lanzado en YouTube y SoundCloud. Hasta el 10 de abril de 2017 lleva acumulado 7,5 millones de reproducciones en SoundCloud. Aquilo lanzó además su tercer EP, Calling Me, el 1 de junio de 2015.
El 17 de marzo de 2016, tocaron junto al dúo de pop alternativo Oh Wonder, en el estadio O2 Forum Kentish Town de Londres.
El 27 de enero de 2017, el dúo lanzó su álbum debut, Silhouettes.

## Estilo musical
Su música ha sido descrita como "electro-pop suave y calmado", "escalofrío electrónico" y "una especie refinada de electrónica tristemente soñadora".

## Discografía

### Álbumes
| Título      | Detalles del álbum                                                                        | Posición más alta en la lista |
| Título      | Detalles del álbum                                                                        | UK Update                     |
| ----------- | ----------------------------------------------------------------------------------------- | ----------------------------- |
| Silhouettes | - Lanzamiento: 27 de junio de 2017 - Discográfica: Island - Formato: CD, descarga digital | 64                            |
| II          | - Lanzamiento: 4 de mayo de 2018 - Discográfica: Island - Formato: CD, descarga digital   | -                             |

### EP
| Título                     | Detalles                                                                                              |
| -------------------------- | --- |
| Aquilo                     | - Lanzamiento: 3 de marzo de 2014 - Discográfica: Believe Recordings - Formato: Descarga digital      |
| Human                      | - Lanzamiento: 8 de diciembre de 2014 - Discográfica: Island Records - Formato: Descarga digital, 12" |
| Calling Me                 | - Lanzamiento: 1 de junio de 2015 - Discográfica: Island Records - Formato: Descarga digital, 12"     |
| Painting Pictures Of A War | - Lanzamiento: 4 de diciembre de 2015 - Discográfica: Island Records - Formato: Descarga digital, 12" |
| Midnight (Live)            | - Lanzamiento: 29 de enero de 2016 - Discográfica: Island Records - Formato: Descarga digital, 12"    |

### Sencillos
- "You There" (2014)
- "I Gave It All" (2014)
- "Losing You" (2014)
- "Calling Me" (2015)
- "Good Girl" (2015)
- "Sorry" (2016)
- "So Close to Magic" (2016)
- "You Won't Know Where You Stand" (2017)
- "Silhouette" (2017)
- "Almost Over" (2017)
- "Seagull" (2018)